# Madame Knorr
'Madame Knorr' est un cultivar de rosier obtenu en 1855 par l'obtenteur parisien Victor Verdier (1803-1878). Il est classé dans les hybrides remontants ou rosiers de Portland. Il ne doit pas être confondu avec la pivoine arbustive 'Souvenir de Madame Knorr'.

## Description
Ce rosier aux fleurs d'un beau rose franc figure toujours dans les catalogues internationaux et il est fort prisé pour la fleur coupée car il possède une tige bien érigée. Ses pétales ourlés et parfaitement imbriqués montrent un revers plus pâle. La fleur, grande en forme de pivoine (26-40 pétales), est très parfumée et mesure jusqu'à 12 cm de diamètre, comme une coupe. Les fleurs sont larges, arrondies, très pleines, en nombre assez considérable. Elles sont rose vif un peu lilacé sur les pétales de la circonférence.
La floraison est abondante à la fin du printemps avec une remontée d'automne plus légère. Il peut ensuite laisser des fruits de couleur pourpre. 
Son buisson vigoureux et compact, au feuillage vert clair, atteint 120 cm de hauteur pour 90 cm de largeur. Il peut être palissé.
Sa zone de rusticité est de 6b à 9b ; il supporte donc les hivers rigoureux.
On peut l'admirer à la roseraie du Val-de-Marne de L'Haÿ-les-Roses.

## Distinctions
- RHS/RNRS Award of Garden Merit 1993